# Scleria transvaalensis
Scleria transvaalensis là loài thực vật có hoa trong họ Cói. Loài này được E.F.Franklin miêu tả khoa học đầu tiên năm 1983.